# Титан (Вільногірськ)
Титан  — український футбольний клуб, який представляв місто Вільногірськ Дніпропетровської області.

## Хронологія назв
- 1960–1962: «Шахтар» (Вільногірськ)
- 1962–1975: «Авангард» (Вільногірськ)
- 1975–...: «Титан» (Вільногірськ)

## Історія
Футбольна команда «Шахтар» заснована не пізніше 1960 року в місті Вільногірськ. Два роки по тому змінила назву на «Авангард». Виступала в розігршах чемпіонату та кубку Дніпропетровської області. У 1967 році вільногірська команда стартувала в кубку УРСР, де в фіналі з рахунком 1:2 поступилася київському «Більшовику». Потім продовжувала виступати в чемпіонаті та кубку області. З 1975 року клуб виступав під назвою «Титан» (Вільногірськ).

## Досягнення
- Чемпіонат УРСР серед аматорів
  -  Срібний призер (1): 1967

- Кубок УРСР серед аматорів
  -  Фіналіст (1): 1967

- Кубок СРСР серед КФК
  -  Бронзовий призер (1): 1968

- Чемпіонат Дніпропетровської області
  -  Чемпіон (5): 1967, 1968, 1973, 1977, 1978
  -  Срібний призер (7): 1966, 1971, 1975, 1982, 1984, 1986, 1987
  -  Бронзовий призер (4): 1965, 1974, 1981, 1994/95

- Кубок Дніпропетровської області
  -  Володар (5): 1967, 1968, 1972, 1978, 1987
  -  Фіналіст (3): 1969, 1973, 1974

## Відомі гравці
- Віктор Кучма (1967—1968)
- Юрій Орлов (1968)
- Геннадій Шмуригін (1970—1972)

## Відомі тренери
- Володимир Багдасаров (1967—1969)